# あしがら (護衛艦)
あしがら（ローマ字：JS Ashigara, DDG-178）は、海上自衛隊の護衛艦。あたご型護衛艦の2番艦。艦名は足柄山に因み、旧海軍の妙高型重巡洋艦の3番艦「足柄」に続き、日本の艦艇としては2代目。
本記事は、本艦の艦暦について主に取り扱っているため、性能や装備等の概要についてはあたご型護衛艦を参照されたい。

## 艦歴
「あしがら」は、中期防衛力整備計画に基づく平成15年度計画7700トン型護衛艦2318号艦として、三菱重工業長崎造船所で2005年4月6日に起工され、2006年8月30日、同造船所において挙行された命名・進水式において防衛庁長官（防衛庁長官政務官高木毅代読）により「あしがら」と命名され進水、2008年3月13日に就役し、第4護衛隊群第64護衛隊に編入され佐世保に配備された。同年3月26日、護衛隊改編に伴い第2護衛隊群第2護衛隊に編入。
2011年3月11日に発生した東北地方太平洋沖地震による東日本大震災に対し、災害派遣される。
同年7月4日から9月29日の間、米国派遣訓練に参加。
2012年12月10日、アメリカ国防総省は議会に対して日本向けに最新のミサイル防衛システムの売却を通知した。「あしがら」は同型艦の「あたご」と共に同システムを導入した。
2015年8月18日から9月9日まで米国において実施される統合訓練「ドーンブリッツ15」に掃海隊群司令指揮の下、護衛艦「ひゅうが」、輸送艦「くにさき」とともに参加し、水陸両用戦訓練を実施した。
2017年4月23日から護衛艦「さみだれ」とともにアメリカ合衆国海軍空母「カール・ヴィンソン」（CVN-70）を中心とした空母打撃群とともに、西太平洋海域で共同巡航訓練を実施した。
同年6月1日から6月3日、日本海においてアメリカ海軍空母「カール・ヴィンソン」「ロナルド・レーガン」を中心とする空母打撃群、僚艦「ひゅうが」及び航空自衛隊F-15と共同訓練を実施。
同年7月3日から2018年末までの間、三菱重工業長崎造船所において定期検査とBMD（弾道ミサイル防衛）能力付与及び対潜システムの近代化工事が行われた。しかし、「あたご」に搭載されたAN/SPQ-9B対水上レーダーは、装置の納入遅延により後日装備となっている。
2020年年8月1日から9月18日にかけて護衛艦「いせ」とともに令和2年度米国派遣訓練（護衛艦）に参加する（「いせ」は7月23日に出港）。米海軍の協力を得て、対空戦、対水上戦、対潜戦等の洋上訓練を実施するとともに、8月17日から8月31日の間は、米海軍が主催する多国間共同訓練RIMPAC2020に参加した。9月12日から13日の間はグアム島周辺海空域において日米豪韓共同訓練（パシフィック・ヴァンガード20）を実施した。米海軍からは駆逐艦「バリー」、補給艦「ジョン・エリクソン」、潜水艦、航空機、豪海軍からはフリゲート艦「アランタ」、「スチュアート」、韓国海軍からは駆逐艦「忠武公李舜臣」、「西厓柳成龍」が参加し、対空戦、対水上戦、対潜戦訓練等を実施した。
2021年5月11日から17日にかけて護衛艦「いせ」、「あさひ」、「こんごう」、輸送艦「おおすみ」、ミサイル艇「おおたか」、「しらたか」、哨戒機、潜水艦とともに東シナ海において日米豪仏共同訓練（ARC21）に参加した。米海軍からはドック型輸送揚陸艦「ニューオリンズ」、豪海軍からはフリゲート「パラマッタ」、仏海軍からは強襲揚陸艦「トネール」、フリゲート「シュルクーフ」が参加し、防空訓練、対潜訓練、着上陸訓練を実施した。
2022年10月6日、日本周辺海域において、米海軍及び韓国海軍艦艇と弾道ミサイル情報共有訓練を実施した。
同年11月6日に実施された令和4年度国際観艦式では祝賀航行部隊第6群の先導艦を務めた。
2023年1月15日から1月23日にかけて、関東南方から四国南方を経て沖縄周辺に至る海空域において、日米同盟の抑止力・対処力を強化すべく、米海軍と共同訓練を実施した。米海軍からは巡洋艦「アンティータム」・「チャンセラーズビル」・「シャイロー」、駆逐艦「ラファエル・ペラルタ」、補給艦「ジョン・エリクソン」、貨物弾薬補給艦「ワシントン・チャンバース」が参加し、各種戦術訓練（対空戦、対水上戦、対潜戦）、洋上補給を実施した。
2025年4月7日から4月25日にかけて、日米共同訓練に参加した。4月13日から25日に横須賀から沖縄東方の訓練海域において実施された洋上フェーズには米海軍から駆逐艦「デューイ」、「シャウプ」、「ミリウス」、「ベンフォールド」、補給艦「カール・ブラッシャー」が参加し、各種戦術訓練（対空戦、対潜戦、対水上戦、電子戦、対空ミサイル射撃）、洋上補給を実施した。
現在は第2護衛隊群第2護衛隊に所属し、定係港は佐世保である。

### 歴代艦長
| 代           | 氏名       | 在任期間                | 出身校・期        | 前職                                          | 後職                                               | 備考                                |
| 艤装員長     | 艤装員長   | 艤装員長                | 艤装員長          | 艤装員長                                      | 艤装員長                                           | 艤装員長                            |
| ------------ | ---------- | ----------------------- | ----------------- | --------------------------------------------- | -------------------------------------------------- | ----------------------------------- |
| -            | 由岐中一生 | 2006.8.30 - 2008.3.12   | 防大26期          | こんごう艦長                                  | あしがら艦長                                       |                                     |
| あしがら艦長 |            |                         |                   |                                               |                                                    |                                     |
| 01           | 由岐中一生 | 2008.3.13 - 2009.3.24   | 防大26期          | あしがら艤装員長                              | 第15護衛隊司令                                     |                                     |
| 02           | 山崎浩一   | 2009.3.25 - 2010.3.24   | 防大29期          | 統合幕僚監部防衛計画部 計画課統合装備体系班長 | 阪神基地隊副長                                     |                                     |
| 03           | 溝江和彦   | 2010.3.25 - 2012.4.1    | 防大28期          | さざなみ艦長                                  | 自衛隊徳島地方協力本部長                           |                                     |
| 04           | 小澤 豊    | 2012.4.2 - 2014.3.19    | 防大31期          | 舞鶴地方総監部防衛部 第3幕僚室長              | 護衛艦隊司令部勤務                                 |                                     |
| 05           | 川久保正彦 | 2014.3.20 - 2015.11.30  | 法政大・ 41期幹候 | 第1護衛隊群司令部首席幕僚                     | 佐世保基地業務隊補充部付 →2015.12.3 第13護衛隊司令 |                                     |
| 06           | 金子純一   | 2015.12.1 - 2017.12.19  | 駒澤大・ 42期幹候 | 護衛艦隊司令部                                | かしま艦長                                         |                                     |
| 07           | 川野邦彦   | 2017.12.20 - 2019.12.19 | 防大40期          | 護衛艦隊司令部                                | 自衛艦隊司令部勤務 兼 護衛艦隊司令部勤務           |                                     |
| 08           | 佐藤 剛    | 2019.12.20 - 2021.8.22  |                   | 護衛艦隊司令部勤務                            | はぐろ艦長                                         | 就任時2等海佐 2020.1.1、1等海佐昇任 |
| 09           | 坂井喜一郎 | 2021.8.23 - 2023.4.6    | 防大41期          | 護衛艦隊司令部勤務                            | 護衛艦隊司令部勤務 →2023.12.22 かしま艦長          |                                     |
| 10           | 仲井大介   | 2023.4.7 - 2025.3.16    | 防大41期          | 第2護衛隊群司令部首席幕僚                     | 海上幕僚監部防衛部運用支援課勤務                   |                                     |
| 11           | 石川将司   | 2025.3.17 -             |                   | ましゅう副長                                  |                                                    | 就任時2等海佐 2025.7.1、1等海佐昇任 |

## ギャラリー

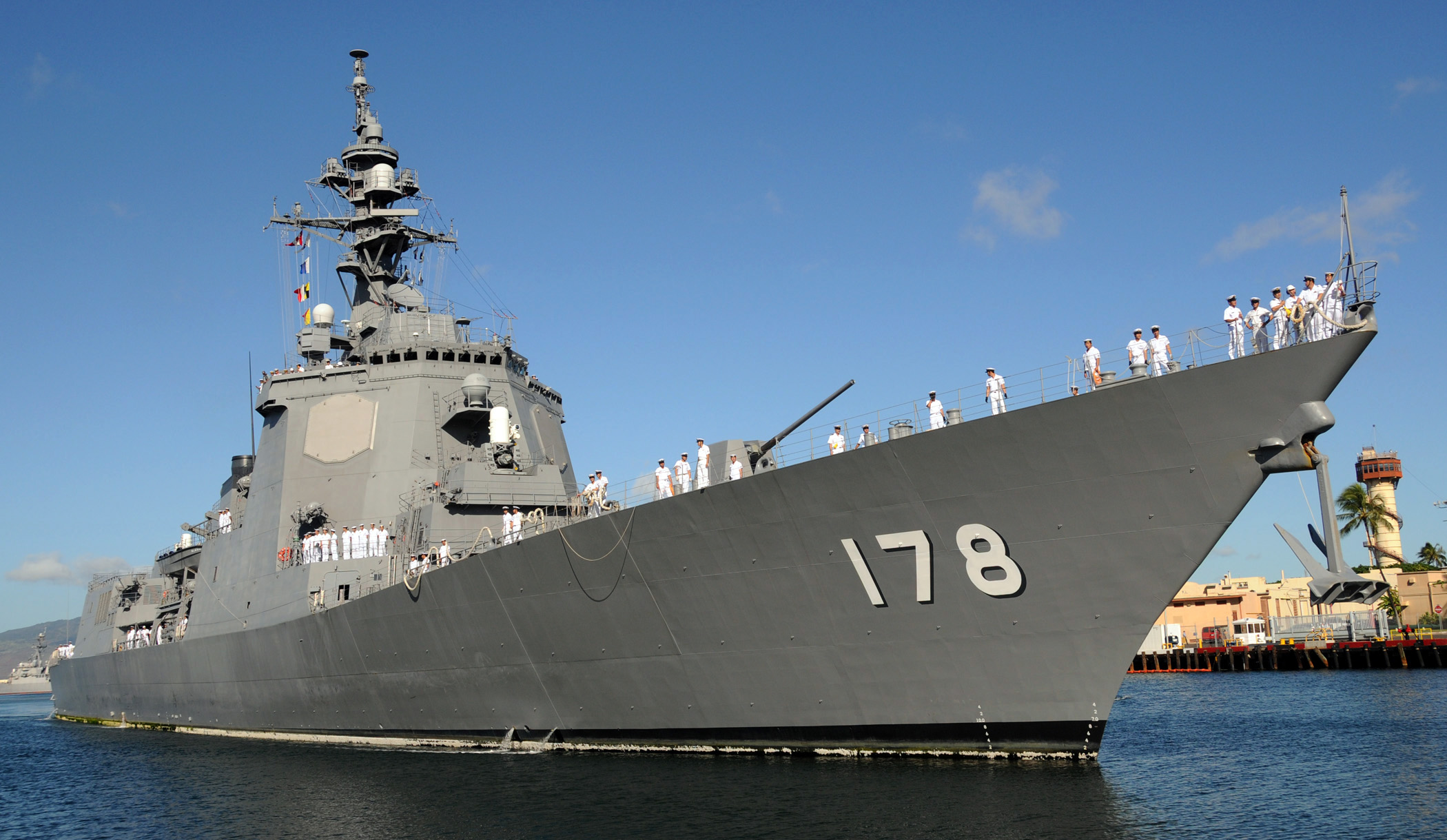
パールハーバーに入港する「あしがら」
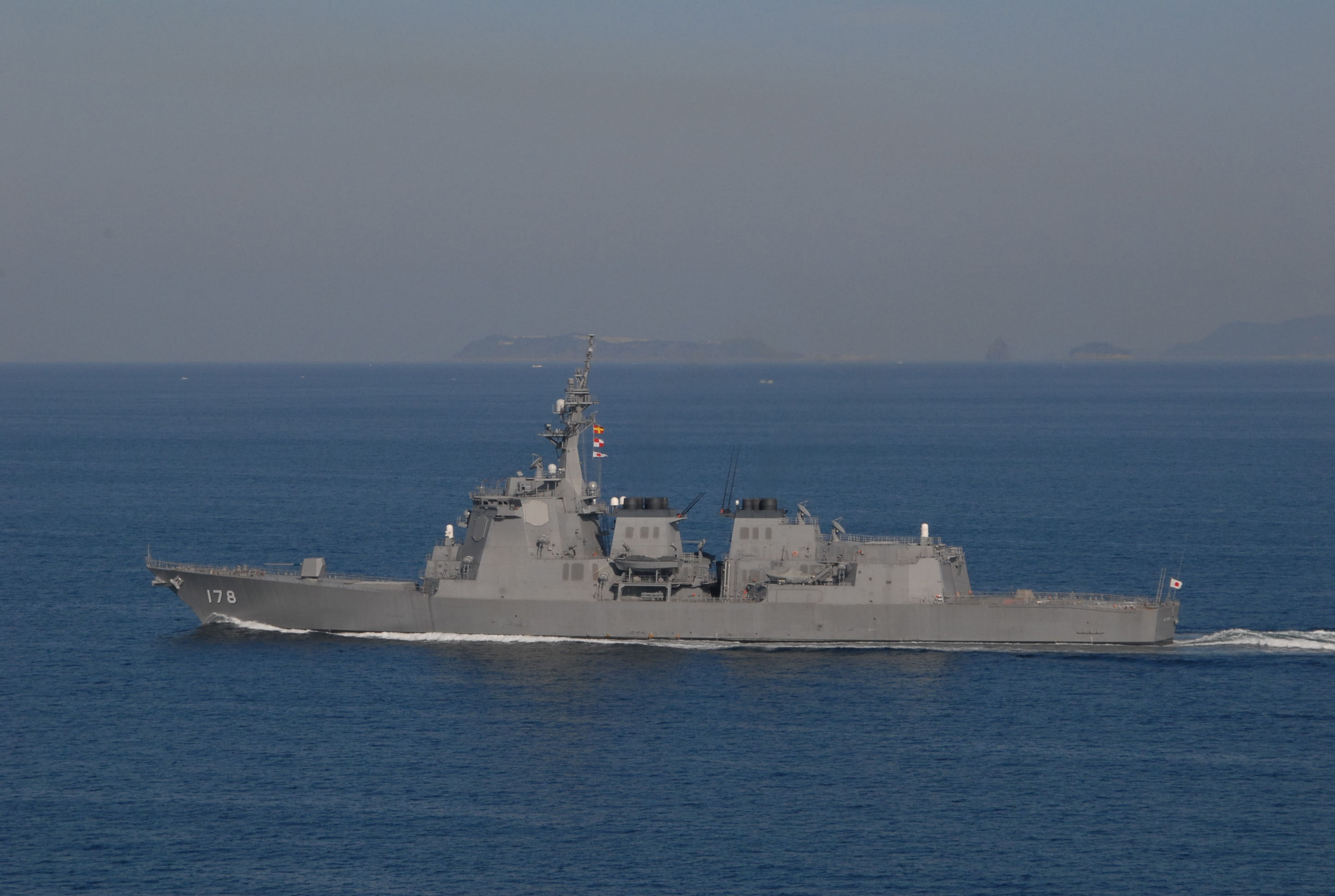
左舷側から見た「あしがら」
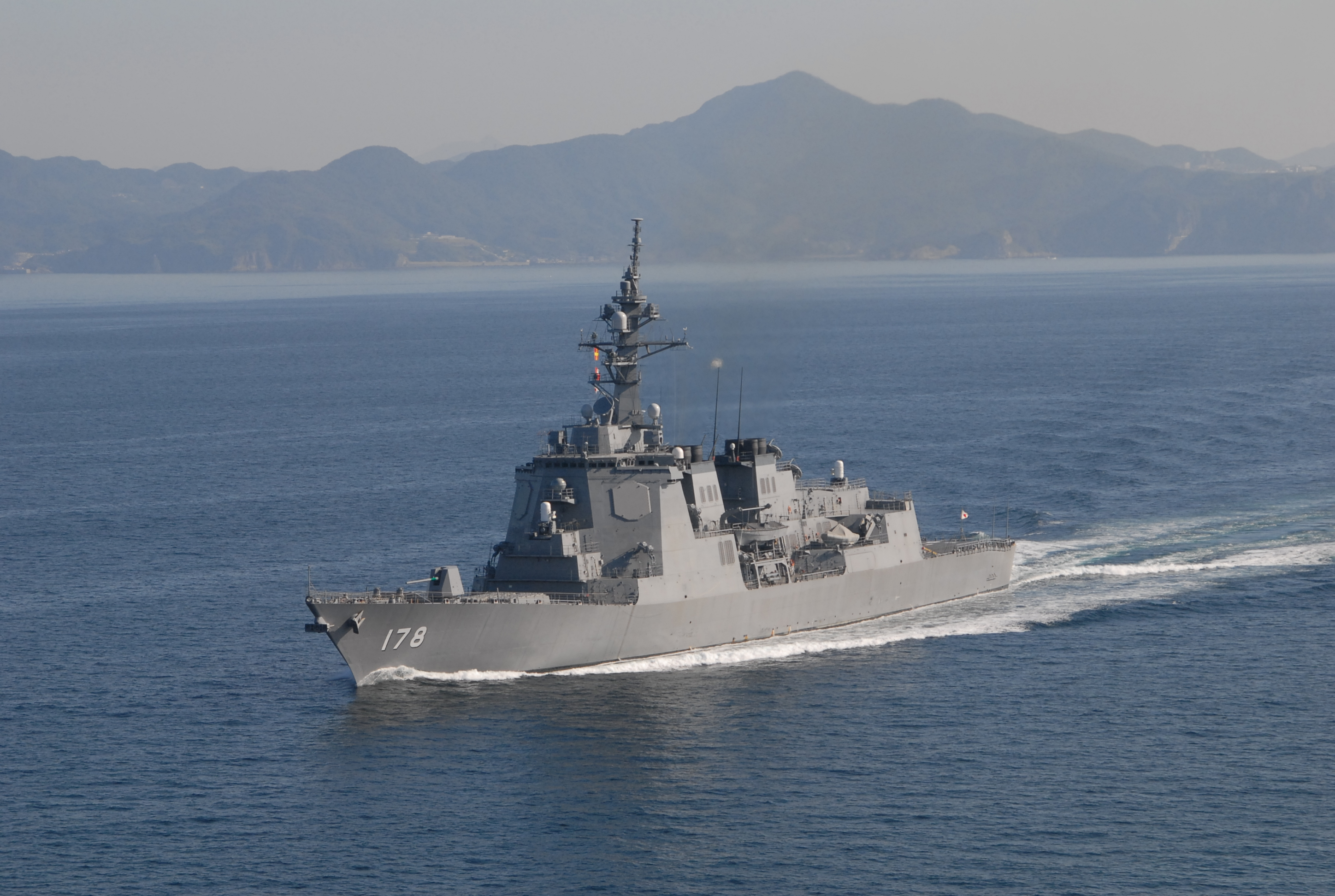
航行中の「あしがら」
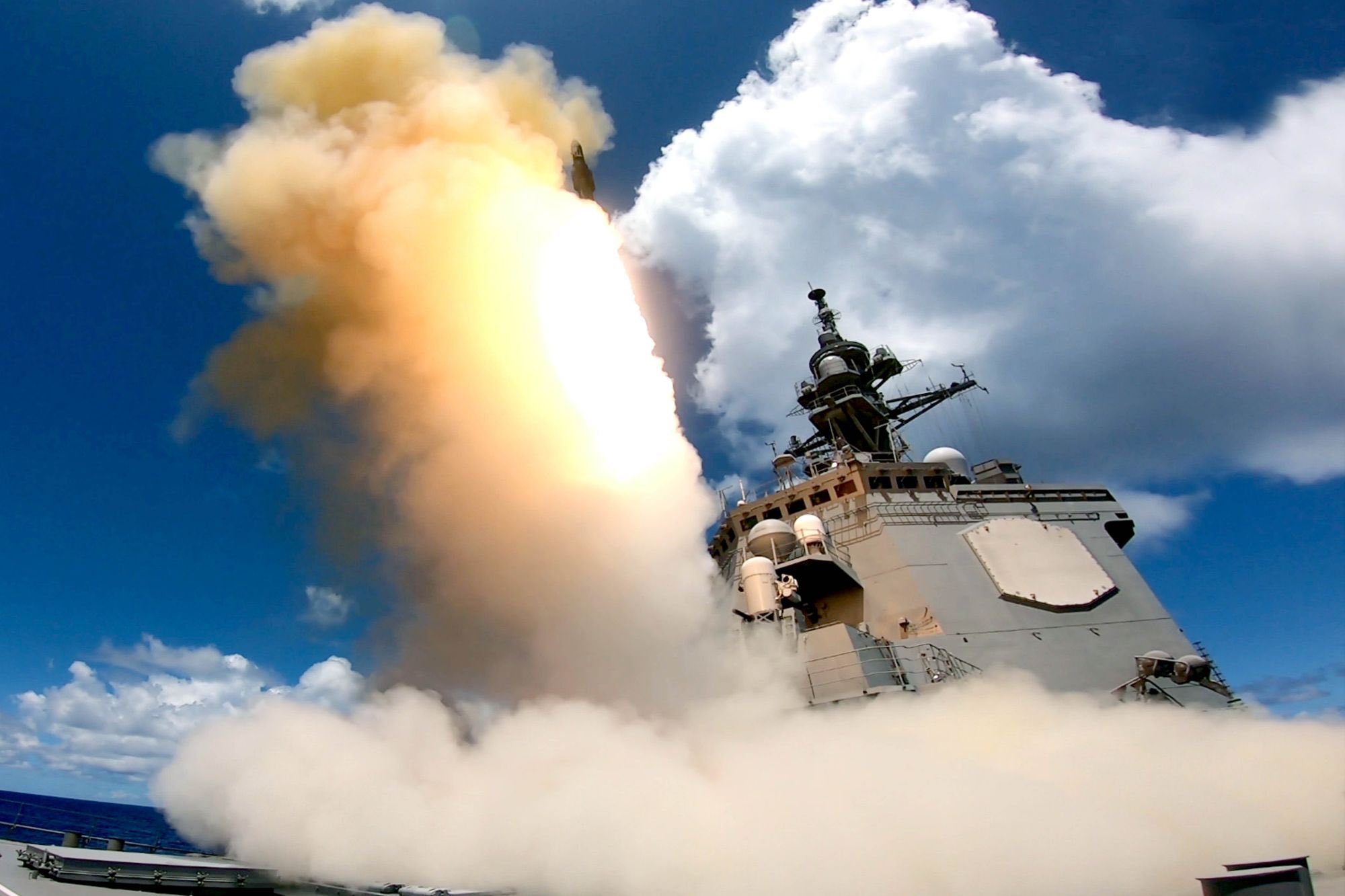
RIMPAC2020におけるSM-2ミサイル発射訓練
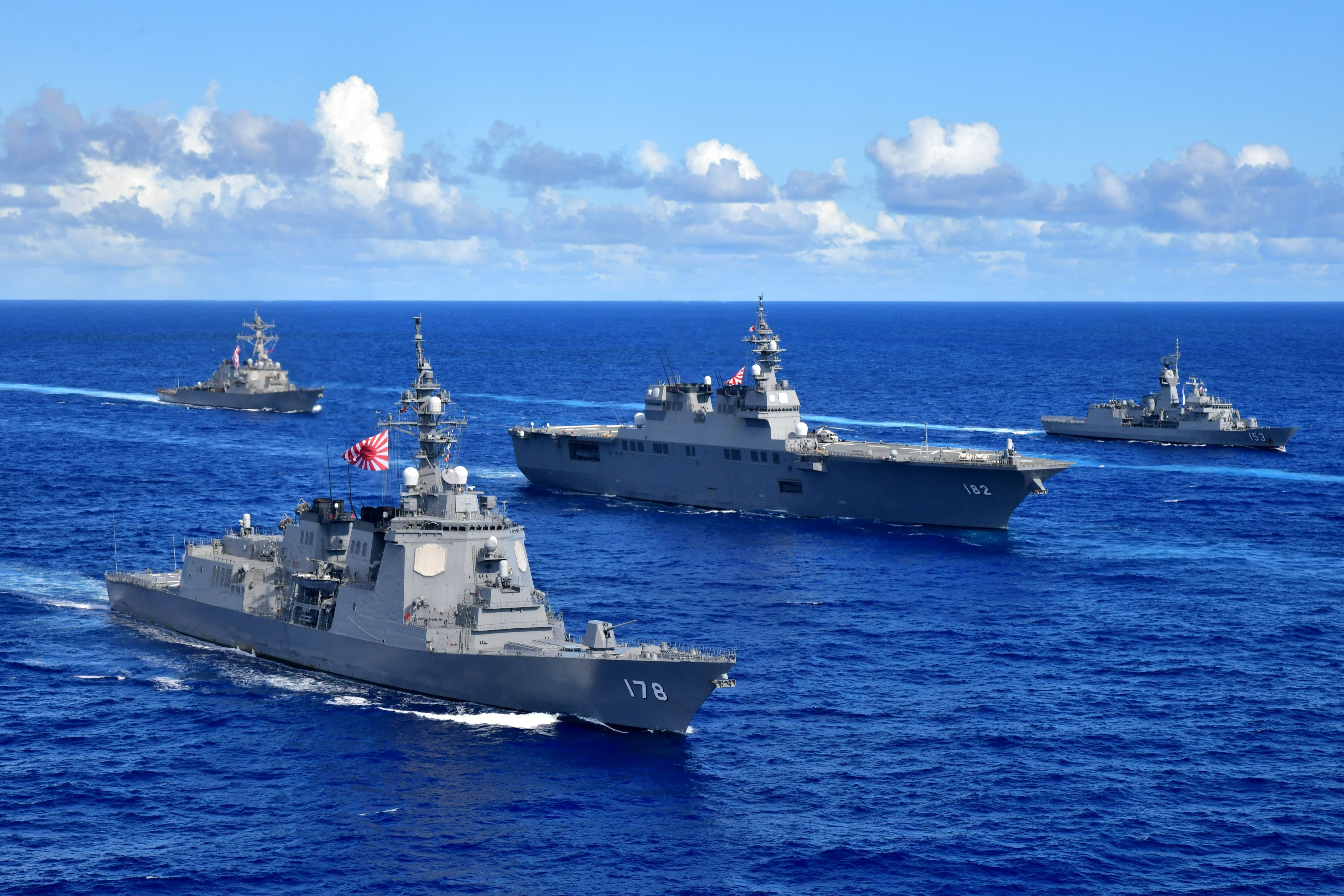
パシフィック・ヴァンガード20に参加中の「あしがら」と「いせ」（奥）